# Ameritech Cup
L'Ameritech Cup (conosciuto anche come Virginia Slims of Chicago e Avon Championships of Chicago)  è stato un torneo femminile di tennis che si è disputato a Chicago, Illinois dal 1971 al 1997. Faceva parte della categoria Tier III dal 1988 al 1989, Tier I nel 1990 e Tier II fino al 1997. Si è giocato sul sintetico indoor.

## Albo d'oro

### Singolare
| Anno | Campionessa              | Finalista                 | Punteggio          |
| ---- | ------------------------ | ------------------------- | ------------------ |
| 1971 | Françoise Dürr           | Billie Jean King          | 6–4, 6–2           |
| 1972 | Non disputato            | Non disputato             | Non disputato      |
| 1973 | Margaret Court (1)       | Billie Jean King          | 6–2, 4–6, 6–4      |
| 1974 | Virginia Wade            | Rosemary Casals           | 2–6, 6–4, 6–4      |
| 1975 | Margaret Court (2)       | Martina Navrátilová       | 6–3, 3–6, 6–2      |
| 1976 | Evonne Goolagong Cawley  | Virginia Wade             | 3–6, 6–3, 6–2      |
| 1977 | Chris Evert              | Margaret Court            | 6–1, 6–3           |
| 1978 | Martina Navrátilová (1)  | Evonne Goolagong Cawley   | 6(4–5)–7, 6–2, 6–2 |
| 1979 | Martina Navrátilová (2)  | Tracy Austin              | 6–3, 6–4           |
| 1980 | Martina Navrátilová (3)  | Chris Evert-Lloyd         | 6–4, 6–4           |
| 1981 | Martina Navrátilová (4)  | Hana Mandlíková           | 6–4, 6–2           |
| 1982 | Martina Navrátilová (5)  | Wendy Turnbull            | 6–4, 6–1           |
| 1983 | Martina Navrátilová (6)  | Andrea Jaeger             | 6–3, 6–2           |
| 1984 | Pam Shriver              | Barbara Potter            | 7–6(4), 2–6, 6–3   |
| 1985 | Bonnie Gadusek           | Kathy Rinaldi             | 6–1, 6–3           |
| 1986 | Martina Navrátilová (7)  | Hana Mandlíková           | 7–5, 7–5           |
| 1987 | Martina Navrátilová (8)  | Nataša Zvereva            | 6–1, 6–2           |
| 1988 | Martina Navrátilová (9)  | Chris Evert               | 6–2, 6–2           |
| 1989 | Zina Garrison            | Larisa Neiland            | 6–3, 2–6, 6–4      |
| 1990 | Martina Navrátilová (10) | Manuela Maleeva-Fragnière | 6–3, 6–2           |
| 1991 | Martina Navrátilová (11) | Zina Garrison-Jackson     | 6–1, 6–2           |
| 1992 | Martina Navrátilová (12) | Jana Novotná              | 7–6(4), 4–6, 7–5   |
| 1993 | Monica Seles             | Martina Navrátilová       | 3–6, 6–2, 6–1      |
| 1994 | Nataša Zvereva           | Chanda Rubin              | 6–3, 7–5           |
| 1995 | Magdalena Maleeva        | Lisa Raymond              | 7–5, 7–6(2)        |
| 1996 | Jana Novotná             | Jennifer Capriati         | 6–4, 3–6, 6–1      |
| 1997 | Lindsay Davenport        | Nathalie Tauziat          | 6–0, 7–5           |

### Doppio
| Anno | Campionesse                                  | Finaliste                                   | Punteggio           |
| ---- | -------------------------------------------- | ------------------------------------------- | ------------------- |
| 1971 | Judy Tegart Françoise Dürr                   | Rosemary Casals Billie Jean King            | 6–4, 7–6            |
| 1972 | Non disputato                                | Non disputato                               | Non disputato       |
| 1973 | Rosemary Casals (1) Billie Jean King (1)     | Karen Krantzcke Betty Stöve                 | 6–4, 6–2            |
| 1974 | Chris Evert (1) Billie Jean King (2)         | Françoise Dürr Betty Stöve                  | 3–6, 6–4, 6–4       |
| 1975 | Chris Evert (2) Martina Navrátilová (1)      | Margaret Court Ol'ga Morozova               | 6–2, 7–6(1)         |
| 1976 | Ol'ga Morozova Virginia Wade                 | Evonne Goolagong Cawley Martina Navrátilová | 6(4)–7, 6–4, 6–4    |
| 1977 | Rosemary Casals (2) Chris Evert (3)          | Margaret Court Betty Stöve                  | 6–3, 6–4            |
| 1978 | Betty Stöve Evonne Goolagong Cawley          | Rosemary Casals JoAnne Russell              | 6–1, 6–4            |
| 1979 | Rosemary Casals (3) Betty Ann Grubb Stuart   | Ilana Kloss Greer Stevens                   | 3–6, 7–5, 7–5       |
| 1980 | Billie Jean King (3) Martina Navrátilová (2) | Sylvia Hanika Kathy Jordan                  | 6–3, 6–4            |
| 1981 | Martina Navrátilová (3) Pam Shriver (1)      | Barbara Potter Sharon Walsh                 | 6–3, 6–1            |
| 1982 | Martina Navrátilová (4) Pam Shriver (2)      | Rosemary Casals Wendy Turnbull              | 7–5, 6–4            |
| 1983 | Martina Navrátilová (5) Pam Shriver (3)      | Kathy Jordan Anne Smith                     | 6–1, 6–2            |
| 1984 | Billie Jean King (4) Sharon Walsh            | Barbara Potter Pam Shriver                  | 5–7, 6–3, 6–3       |
| 1985 | Kathy Jordan Elizabeth Smylie                | Elise Burgin JoAnne Russell                 | 6–2, 6–2            |
| 1986 | Claudia Kohde Kilsch (1) Helena Suková (1)   | Steffi Graf Gabriela Sabatini               | 6(5)–7, 7–6(5), 6–3 |
| 1987 | Claudia Kohde Kilsch (2) Helena Suková (2)   | Zina Garrison Lori McNeil                   | 6–4, 6–3            |
| 1988 | Lori McNeil Betsy Nagelsen                   | Larisa Neiland Nataša Zvereva               | 6–4, 3–6, 6–4       |
| 1989 | Larisa Neiland Nataša Zvereva (1)            | Jana Novotná Helena Suková                  | 6–3, 2–6, 6–3       |
| 1990 | Martina Navrátilová (6) Anne Smith           | Arantxa Sánchez Vicario Nathalie Tauziat    | 6(9)–7, 6–4, 6–3    |
| 1991 | Gigi Fernández (1) Jana Novotná              | Martina Navrátilová Pam Shriver             | 6–2, 6–4            |
| 1992 | Martina Navrátilová (7) Pam Shriver (4)      | Katrina Adams Zina Garrison-Jackson         | 6–4, 7–6(7)         |
| 1993 | Katrina Adams Zina Garrison-Jackson          | Amy Frazier Kimberly Po                     | 7–6(7), 6–3         |
| 1994 | Gigi Fernández (2) Nataša Zvereva (2)        | Manon Bollegraf Martina Navrátilová         | 6–3, 3–6, 6–4       |
| 1995 | Gabriela Sabatini Brenda Schultz             | Marianne Werdel Tami Whitlinger-Jones       | 5–7, 7–6(4), 6–4    |
| 1996 | Lisa Raymond Rennae Stubbs                   | Angela Lettiere Nana Miyagi                 | 6–1, 6–1            |
| 1997 | Alexandra Fusai Nathalie Tauziat             | Lindsay Davenport Monica Seles              | 6–3, 6–2            |